# Ludwig Weninger

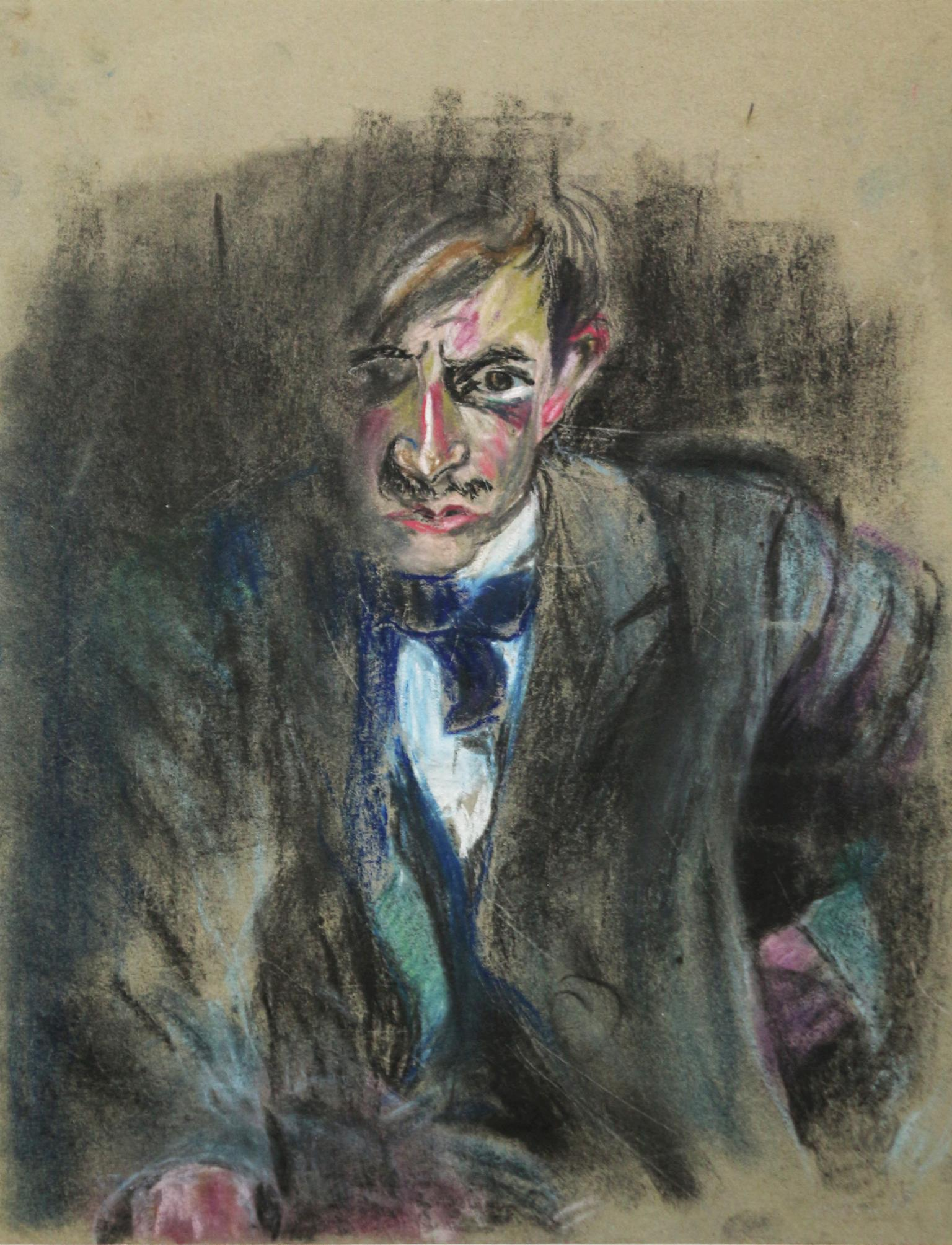
Ludwig Weninger: Selbstporträt (1920er Jahre)

Ludwig Weninger (* 2. Juli 1904 in Gunzenhausen; † 12. April 1945 in Gaibach) war ein deutscher Maler der Neuen Sachlichkeit. Er gilt als bedeutender Schüler Hans Hofmanns.

## Leben

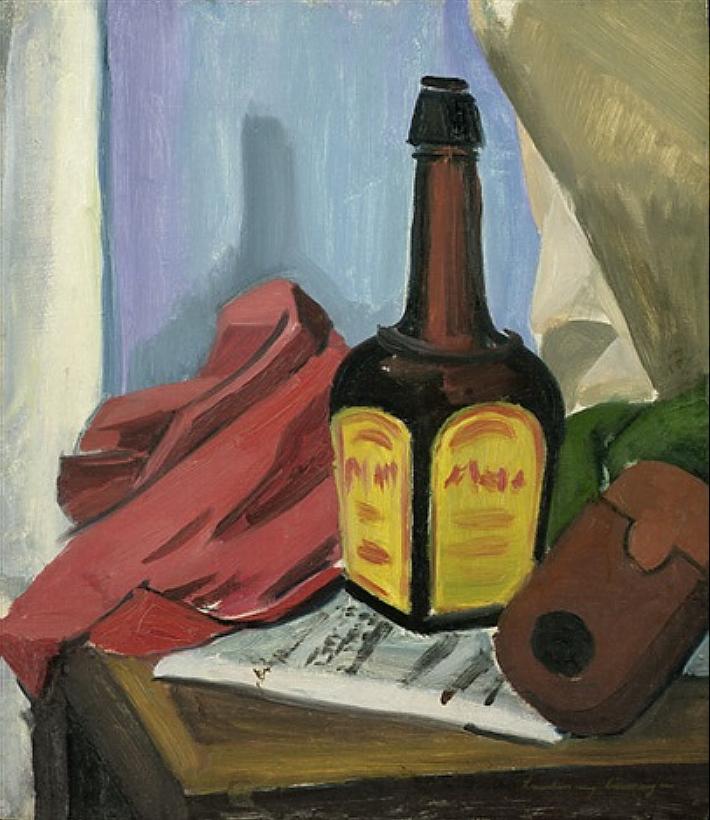
Stilleben mit Maggiflasche (1929/30)

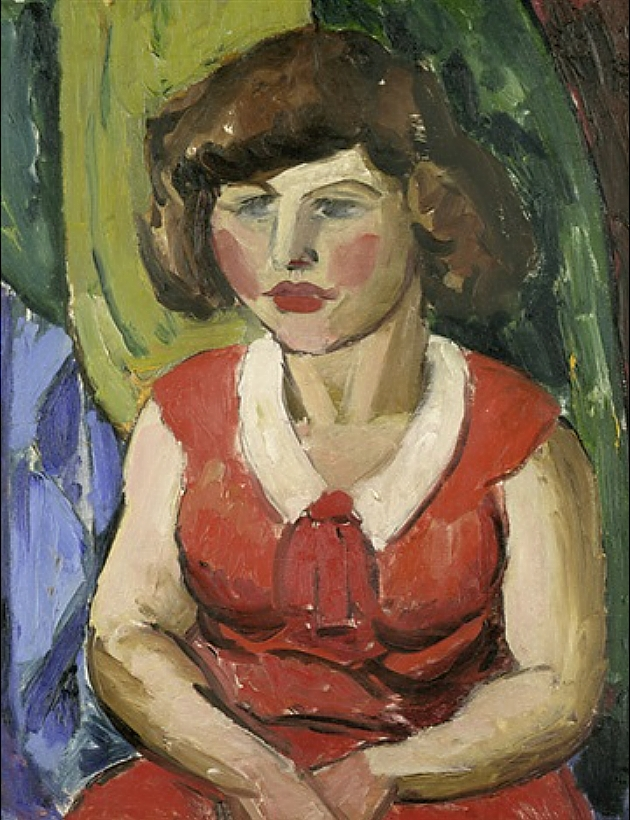
Mädchen in rotem Kleid (1930)

Ludwig Weninger wurde 1904 in Gunzenhausen (Mittelfranken) geboren. Nach dem Besuch der Oberrealschule in Würzburg begann er ein Studium der Philosophie, Literatur- und Kunstgeschichte in München. 1925 machte er einen Übergang zur Bildenden Kunst. Nach einem Italienaufenthalt trat er in die „Schule für Bildende Kunst, Hans Hofmann“ in München ein. Von 1927 bis 1929 war er an der Bayerischen Landesbühne als Maler und Bühnenbildner tätig. Anschließend absolvierte er eine künstlerische Fortbildung bei Emil Preetorius in der Theaterklasse der Schule für angewandte Kunst in München und war als freier Maler Mitglied der Münchner Künstlergruppe „Die Juryfreien“. Ab 1929 beteiligte er sich an Ausstellungen in Hof und München. Seine Bilder verbinden expressionistischen Ausdruckswillen mit neusachlicher Formvereinfachung. Neben Ölgemälden nehmen die Aquarelle und Bildniszeichnungen einen breiten Raum ein. Ab 1932 war er Assistent von Hans Hofmann und nach dessen Emigration im gleichen Jahr führte er die Hofmann-Schule zusammen mit Hans Hofmanns Frau bis zur Schließung der Schule 1933 durch die Nationalsozialisten weiter.
Am 12. April 1945 ist Ludwig Weninger als Unteroffizier der Luftwaffe in Gaibach (Mainfranken) offiziell gefallen. Zeitzeugenberichten zufolge wurde er auf dem Rückzug vor anrückenden US-Truppen von einem amerikanischen Soldaten am Hofgut Öttershausen erschossen. Sein Grab befindet sich in der Nordwestecke des Gaibacher Friedhofes und ist mit einem schmiedeeisernen Kreuz geschmückt. 1994 wurden seine seit dem Zweiten Weltkrieg zerstört geglaubten Werke im oberbayerischen Wasserburg am Inn durch einen Dachbodenfund wiederentdeckt. Sein Nachlass wird von seinem Biografen, dem Magdeburger Journalisten Jochen Müller betreut.

## Ausstellungen (Auswahl)
- ab 1929 an Ausstellungen in Hof und München beteiligt
- 2010: Arbeiten von Ludwig Weninger, Galerie Post Fine Arts, Freiburg
- 2011: Ludwig Weninger. Unbekannte Bilder mit Hofer Motiven von 1929, Hof
- 2011: AußenWelten, InnenRaum – Klassische Moderne aus der Sammlung Brabant, Dortmund
- 2012: Werke der Neuen Sachlichkeit (Verismus/Magischer Realismus), Galerie Post Fine Arts, Freiburg
- 2018: Ludwig Weninger. Wasserburger Maler der Vergangenheit, Museum Wasserburg

## Werke (Auswahl)
- Balletteuse, um 1926
- Soubrette, um 1928/30
- Stadtszene in Hof, 1929
- Die Bahnschranke, 1929
- Das gelbe Haus, um 1929
- Blick auf Wasserburg, um 1930
- Drei Badende, um 1929/30
- Stillleben mit Maggiflasche, um 1929/30
- Allee, um 1930
- Mädchen in rotem Kleid, um 1930
- Dalmatien, um 1930/32